# زمبرة

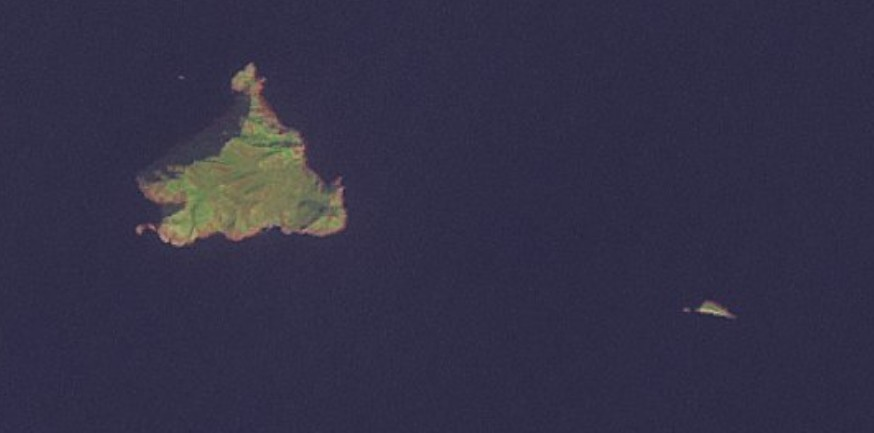
صورة فضائية لأرخبيل زمبرة: الجامور الصغير (على اليمين) والجامور الكبير (على اليسار)

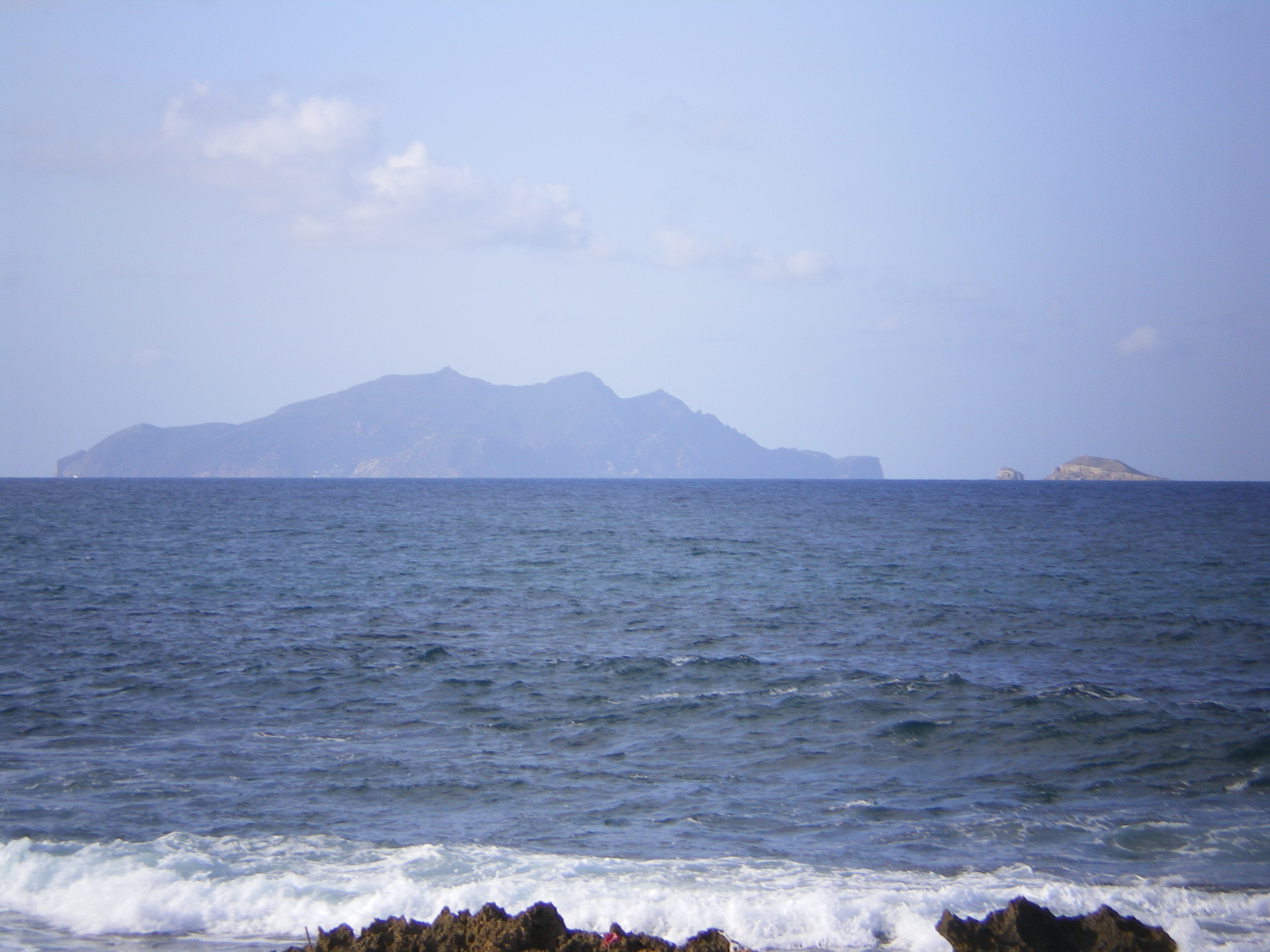
أرخبيل زمبرة كما يظهر من الهوارية: الجامور الصغير (على اليمين) والجامور الكبير (على اليسار)

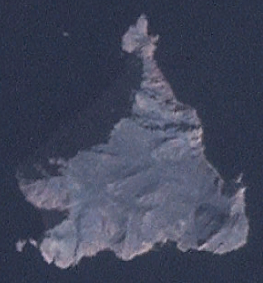
صورة فضائية لزمبرة أو الجامور الكبير

الجامور الكبير أو زمبرة هي جزيرة تقع في عرض خليج تونس، على ضفاف المضيق الصقلي التونسي.

## جغرافيا
تبلغ مساحتها 340 هكتارا ويبلغ طولها 2.7 كلم مقابل عرض بـ2.450 كلم. ترتفع أعلى نقطة فيها إلى 435 مترا مقابل هكتارين بالطول و 50 مترا بالعرض.
| زمبرة |

## محمية طبيعية
هي محمية طبيعية تشكل وسطا طبيعيا جزيريا وتشتمل على ثروة حيوانية ونباتية مستوطنة في المنطقة المتوسطية ومختصة بها.
يتكون الغطاءالنباتي من حوالي 266 نوعا نباتيا يتوزع حسب تضاريسها من بينها الزيتون البرى والعرعر الفينيقي والقندول إلى جانب الذرو واللنج والخلنج المتعدد الأزهار بينما ينمو الكبار الشوكي بكثرة في الجهة الشمالية الشرقية إضافة إلى نباتات أخرى تحبذ التربة المالحة كالقطف.
تتميز الجزيرة بطبقات أرضية مختلفة تتراوح بين الصخور والصلصال والرمل وكلس الماغنيزيوم خاصة في الرأس الكبير بالشمال وتوجد في عمقها ممرات وأقواس تحت الماء كما تتمتع بمناخ متوسطي ولكنها تتعرض إلى رياح خريفية وشتوية وتيارات بحرية عميقة وتوجد بها بعض العيون العذبة ذات التدفق الضعيف إلى جانب الوادي المنحدر من المرتفعات.
يوجد في الحديقة بعض الأنواع الحيوانية التي تم إدخالها إليها مثل الأرنب البري و القط البري و الأروية و الجرذ.